# Kontierung
Kontierung (von italienisch conto, „Rechnung“) ist in der Buchhaltung die Festlegung jeweils eines Kontos für die Sollbuchung und für die Habenbuchung zwecks Buchung eines Geschäftsvorfalls. 

## Allgemeines
Für die Kontierung gibt es Arbeitsanweisungen in Form von Kontierungsrichtlinien, die für die Einheitlichkeit im Rechnungswesen sorgen sollen. Mit einer Kontierungstabelle steht oft ein Organisationsmittel für eine Kontierung zur Verfügung. Zu berücksichtigen ist bei der Kontierung auch der Kontenrahmen.

## Verfahren
Die Vorkontierung mit Angabe der zur Buchung benötigten Konten erfolgt auf dem Buchungsbeleg durch eine Führungskraft in der Buchhaltung. Hierdurch wird die spätere Durchführung der Buchung erleichtert. Die endgültige Kontierung erfolgt im Journal durch Eintragung anhand der durch Vorkontierung ausgezeichneten Belege.

## Controlling
Um in Kostenrechnungssystemen die angefallenen Kosten und Erlöse differenzierten Auswertungen im Controlling zuzuordnen, werden primäre und sekundäre Buchungen kontiert. Ein Beleg (beispielsweise eine gebuchte Rechnung) kann hierbei je nach Verursachung auf Kostenstellen, Kostenträger, Aufträge, Bestellungen oder auf Marktsegmente der Kosten- und Leistungsrechnung kontiert werden. Eine verursachungsgerechte Kontierung von Belegen ist damit eine Grundvoraussetzung, um später im Rahmen der Informationssysteme Istkosten zu verfolgen bzw. Plan-Ist-Vergleiche durchzuführen.